# 金枝 (繪畫)
金枝（The Golden Bough）是英国画家约瑟夫·马洛德·威廉·透纳于1834年创作的一幅繪畫。它講述的是维吉尔创作的《埃涅阿斯纪》中的情节。目前該畫作收藏於泰特美術館。